# TRAPPIST-1d

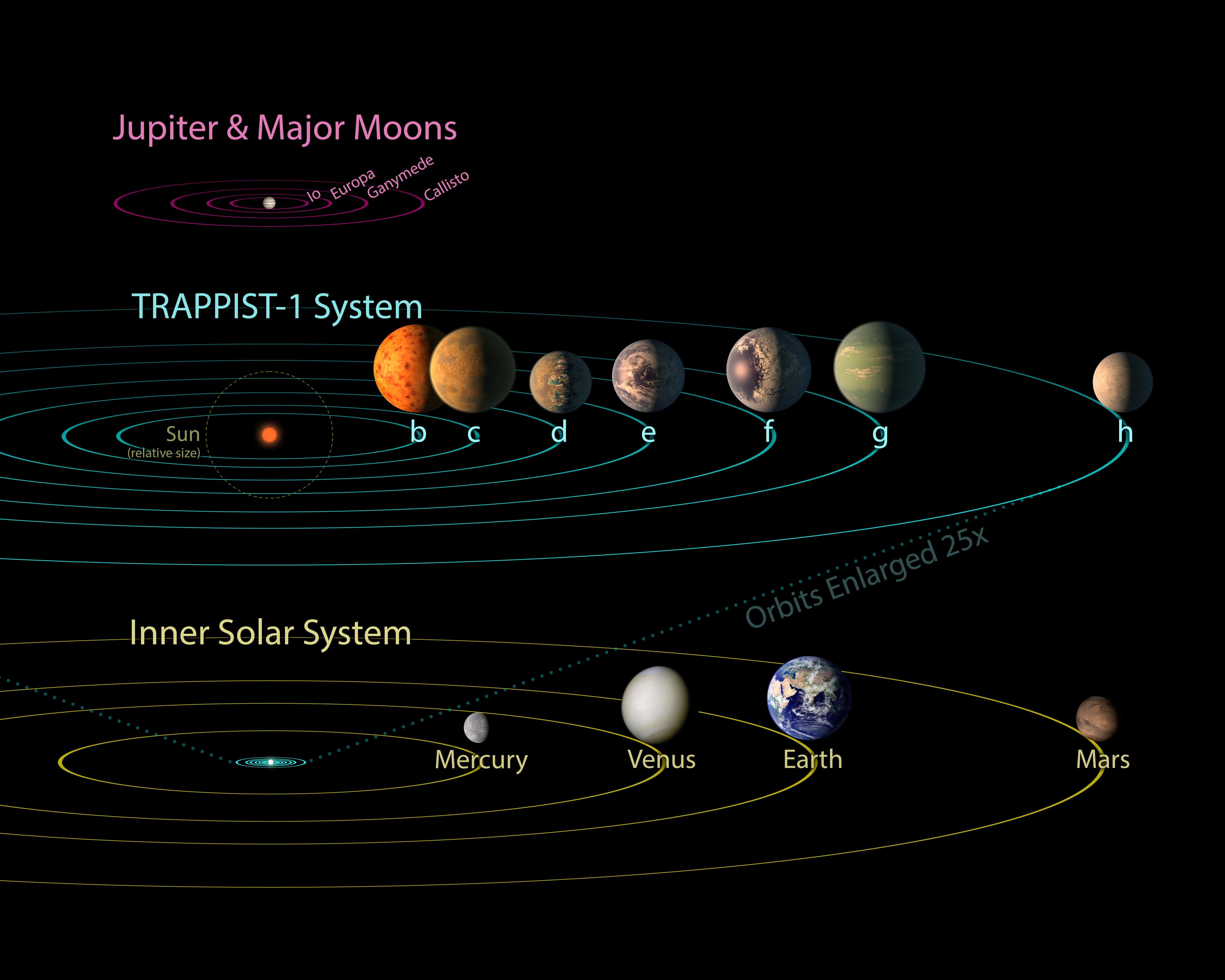
Порівняння розмірів зіркових систем TRAPPIST-1 та Сонячної системи (а також системи супутників Юпітера) за віддаленістю планет від власних зірок (чи Юпітера)

TRAPPIST-1d також позначається як 2MASS J23062928-0502285 d — є невеликою екзопланетою (близько 40 % маси Землі), яка обертається на внутрішньому краю придатної для життя зони надхолодної карликової зорі TRAPPIST-1, розташованої на відстані 40,8 світлових років (12,5 парсек) від Землі у сузір'ї Водолія. Екзопланету було знайдено за допомогою транзитного методу, в якому вимірюється ефект затемнення, який викликає планета, коли вона проходить перед своєю зіркою. Перші ознаки планети були оголошені в 2016 році, але лише в наступні роки було отримано більше інформації про ймовірну природу планети. TRAPPIST-1d є другою найменш масивною планетою системи і, ймовірно, має компактну бідну на водень атмосферу, подібну до Венери, Землі чи Марса. Вона отримує лише на 4,3 % більше сонячного світла, ніж Земля, що ставить її на внутрішній межі придатної для життя зони. Близько <5 % її маси становить летючий шар, який може складатися з атмосфери, океанів та/або шарів льоду. Дослідження Вашингтонського університету 2018 року показало, що TRAPPIST-1d може бути подібною до Венери екзопланетою з непридатною для життя атмосферою. Планета є кандидатом на відкриття.

## Характеристики планети
TRAPPIST-1d була виявлена за допомогою транзитного методу, що дозволило вченим точно визначити її радіус. Планета становить близько 0,788 R🜨 з невеликою похибкою близько 70 км. Варіації часу транзиту та складні комп'ютерні симуляції допомогли точно визначити масу планети, що дозволило вченим розрахувати її густину, поверхневу гравітацію та склад. TRAPPIST-1d має масу всього 0,388 M🜨, що робить її однією з найменш масивних екзопланет з усіх знайдених. Початкові оцінки показали, що вона має 61,6 % густини Землі (3,39 г/см3) і трохи менше ніж вдвічі меншу гравітацію. Порівняно з Марсом, вона має майже втричі більшу масу, але вважалося, що вона все одно значно менш щільна, що вказувало б на наявність значної атмосфери; моделі низької щільності TRAPPIST-1d вказували на переважно кам'янистий склад, але з приблизно ≤5 % її маси у вигляді летючого шару. Летючий шар TRAPPIST-1d може складатися з атмосфери, океану та/або шарів льоду, проте уточнені оцінки показують, що планета більш щільна, ближче до 79,2 % від об'ємної густини Землі (4,35 г/см3) . TRAPPIST-1d має рівноважну температуру 282. 1 K (9,0 °C; 48,1 °F), якщо припустити, що альбедо дорівнює 0.[7] Для земного альбедо 0,3 рівноважна температура планети становить близько 258 K (-15 °C; 5 °F), що дуже схоже на земну температуру 255 K (-18 °C; -1 °F).

## Орбіта
TRAPPIST-1d — планета з близькою орбітою, повний оберт якої займає всього 4,05 дня (близько 97 годин). Вона обертається на відстані всього 0,02228 а.о. від зорі, або близько 2,2 % відстані між Землею і Сонцем. Для порівняння, Меркурій, найближча до зірки планета Сонячної системи, робить повний оберт на відстані близько 0,38 а.о. за 88 днів. Розмір TRAPPIST-1 і близька орбіта TRAPPIST-1d навколо неї означає, що зоря, яку видно з планети, здається в 5,5 разів більшою, ніж Сонце з Землі. Хоча планета на відстані TRAPPIST-1d від Сонця була б випаленим світом, низька світність TRAPPIST-1 означає, що планета отримує лише в 1,043 рази більше сонячного світла, ніж Земля, і знаходиться у внутрішній частині консервативної придатної для життя зони.